# Ponera

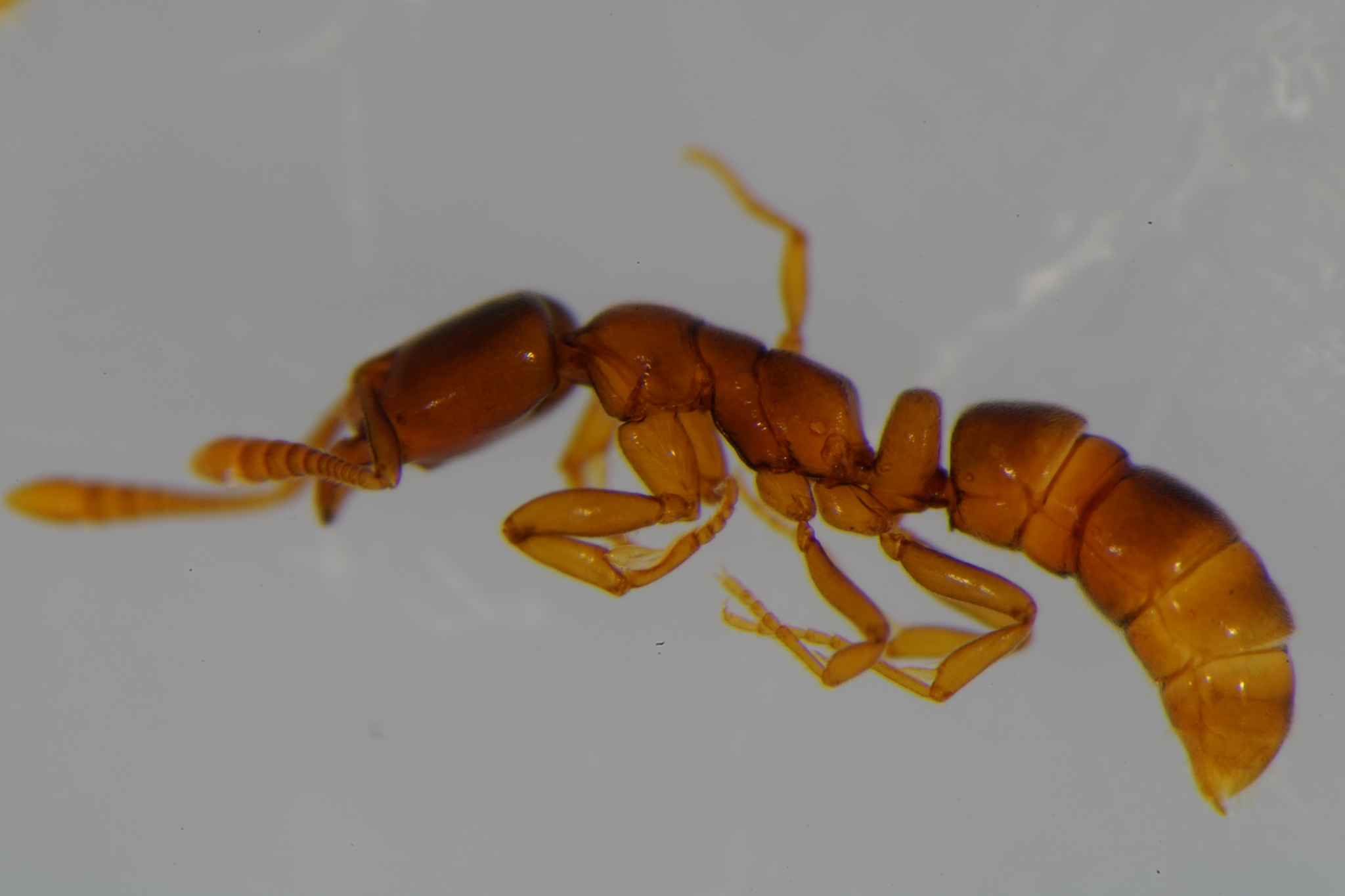
Ponera testacea

Ponera és un gènere de formigues de la subfamília dels ponerins (Ponerinae). Està present a Euràsia, Amèrica del nord i central i Oceania, incloent-hi la península Ibèrica.

## Taxonomia
El gènere Ponera inclou 59 espècies, de les quals dues viuen a l península Ibèrica.

### Espècies ibèriques
- Ponera coarctata (Latreille, 1802)
- Ponera testacea Emery, 1895

### Espècies no ibèriques
- Ponera adumbrans Csősz & Fisher, 2023
- Ponera alisana Terayama, 1986
- Ponera alpha Taylor, 1967
- Ponera augusta Taylor, 1967
- Ponera baka Xu, 2001
- Ponera bawana Xu, 2001
- Ponera bishamon Terayama, 1996
- Ponera borneensis Taylor, 1967
- Ponera chapmani Taylor, 1967
- Ponera chiponensis Terayama, 1986
- Ponera clavicornis Emery, 1900
- Ponera colaensis Mann, 1921
- Ponera diodonta Xu, 2001
- Ponera elegantula Wilson, 1957
- Ponera exotica Smith, 1962
- Ponera guangxiensis Zhou, 2001
- Ponera hubeiensis Wang & Zhao, 2009
- Ponera incerta (Wheeler, 1933)
- Ponera indica Bharti & Wachkoo, 2012
- Ponera japonica Wheeler, 1906
- Ponera Kohmoku Terayama, 1996
- Ponera leae Forel, 1913
- Ponera loi Taylor, 1967
- Ponera longlina Xu, 2001
- Ponera manni Taylor, 1967
- Ponera menglana Xu, 2001
- Ponera nangongshana Xu, 2001
- Ponera oreas Wheeler, 1933
- Ponera paedericera Zhou, 2001
- Ponera pennsylvanica Buckley, 1866
- Ponera pentodontus Xu, 2001
- Ponera petila Wilson, 1957
- Ponera pianmana Xu, 2001
- Ponera rishen Terayama, 2009
- Ponera scabra Wheeler, 1928
- Ponera selenophora Emery, 1900
- Ponera shennong Terayama, 2009
- Ponera sikkimensis Bharti & Rilta, 2015
- Ponera sinensis Wheeler, 1928
- Ponera swezeyi Wheeler, 1933
- Ponera syscena Wilson, 1957
- Ponera sysphinctoides Bernard, 1950
- Ponera szaboi Wilson, 1957
- Ponera szentivanyi Wilson, 1957
- Ponera taipingensis Forel, 1913
- Ponera takaminei Tarayama, 1996
- Ponera tamon Terayama, 1996
- Ponera taylori Bharti & Wachkoo, 2012
- Ponera tenuis Emery, 1900
- Ponera terayamai Leong et al., 2019
- Ponera tudigong Pierce et al., 2019
- Ponera woodwardi Taylor, 1967
- Ponera wui Leong et al., 2019
- Ponera xantha Xu, 2001
- Ponera xenagos Wilson, 1957
- Ponera yuhuang Terayama, 2009